# Burgus von Mittelstrimmig
Der Burgus von Mittelstrimmig ist eine spätrömische Befestigung (burgus) in Mittelstrimmig im Landkreis Cochem-Zell. Der burgus liegt in der Nähe des vicus von Mittelstrimmig und einer römischen Straße.

## Bauinschrift
Im Jahr 1908 wurde beim Ortsteil Liesenich im Distrikt „auf der Mauer“ eine Inschrift gefunden, die auf drei Steinblöcken angebracht ist. Bei dem mittleren Teil, einem Kalkstein, handelt es sich um eine Spolie, die aus erster Verwendung eine Inschrift wohl einer Tempelweihung trägt. Auf der Rückseite und den beiden seitlichen Blöcken aus Buntsandstein findet sich die (unvollständige) Bauinschrift des burgus.

„Qui burgum (a)edificaverunt Lup(ulinius) Am/minus pr(a)efectus Sab(inius) Acceptio Vid(ucius) / Perpetu(u)s Fl(a)v(ius) Tasgillus CO() Lepidus / Min(ucius) Luppus cum C(a)es(ius) Ursulus paratus / est Victorino Augusto et / Sa(n)cto co(n)s(ulibus) X Kal(endas) Iunias“

Besonders interessant ist, dass hier die Benennung einer Befestigung als burgus durch einen archäologischen Fund gegeben ist. Neben den Erbauern sind hier auch Victorinus, einer der Kaiser des Imperium Galliarum sowie sein Mitkonsul Sa(n)ctus genannt. Die Inschrift bietet darüber eine genaue Datierung auf den 23. Mai. In der älteren Forschung wird als Erbauungsjahr 268 oder 269 genannt, in der jüngeren Literatur wird das Jahr 270 favorisiert.

## Befestigungsanlage
Der burgus selbst konnte erst ein knappes Jahrhundert später mit Hilfe einer Magnetometerprospektion lokalisiert und beschrieben werden. Erkennbar ist ein rechteckiges Innengebäude mit einer Ausdehnung von 13 × 18 m, das von einer quadratischen Umfassung mit abgerundeten Ecken mit zwei Gräben umgeben ist. Diese Bauform wird auch bei anderen burgi beobachtet, das zentrale Gebäude lässt sich als Turm interpretieren.

## Hortfunde
In der Nähe der Befestigung wurden 2011 zwei Hortfunde ausgegraben. Entdeckt wurden ein Depot mit Bronzegefäßen sowie Keramikgefäße mit mehr als 25.000 Bronzemünzen constantinischer Zeit.